# Jiří Kladrubský
Jiří Kladrubský (České Budějovice, 19 novembre 1985) è un ex calciatore ceco, di ruolo difensore o centrocampista.

## Carriera

### Club

#### Dynamo České Budějovice
Incomincia la carriera professionistica al Dynamo České Budějovice società di České Budějovice nel 2003. Gioca una partita nella prima stagione ed un'altra nella seconda. Gioca la terza stagione in Druhá Liga, seconda divisione del calcio ceco, nella quale colleziona 18 presenze. Ritorna a giocare in 1. liga nella stagione 2006-07 dove scende in campo in 29 occasioni. In quattro anni totalizza una cinquantina di partite senza realizzare alcuna rete fino al 2007, quando viene acquistato dallo Sparta Praga.

#### Sparta Praga
Esordisce con lo Sparta Praga, il 6 agosto 2007 in Sparta Praga-Slovan Liberec 1-0.
Vince subito nel 2008 la Coppa della Repubblica Ceca, ma la squadra è seconda in campionato (che è perso a favore dei rivali dello Slavia Praga), nel quale Kladrubský gioca 26 volte realizzando due reti. In campionato gioca 27 incontri mettendo a segno 4 marcature. Lo Sparta giunge al secondo posto in campionato. Nel 2010 gioca poco anche a causa di un infortunio che lo tiene lontano dei terreni di gioco per 6 mesi e mezzo: gioca solo 5 presenze di cui 2 da titolare, vincendo il 1. liga all'ultima giornata in una lotta a 4 con Baník Ostrava, Teplice e Jablonec 97. Nella stagione 2010-11 gioca sia in Champions sia in UEFA Europa League 2010-2011: in Champions realizza una rete su calcio di rigore il 4 agosto 2010 contro il Lech Poznań; in Europa League segna due reti al Palermo nella fase a gironi sia all'andata che al ritorno: il 16 settembre 2010 a Praga realizza il 2-1 per lo Sparta, mentre il 2 dicembre a Palermo sigla il momentaneo 1-1 su rigore.

### Nazionale
Dopo aver giocato nell'Under-21 esordisce nella Nazionale ceca il 21 novembre 2007 in Cipro-Repubblica Ceca 0-2 entrando nel finale al posto di Plašil.
Gioca la partita Repubblica Ceca-Slovenia 1-0, valida per le qualificazioni ai Mondiali 2010 in Sudafrica.

## Statistiche

### Cronologia presenze e reti in nazionale
| Cronologia completa delle presenze e delle reti in nazionale ― Rep. Ceca | Cronologia completa delle presenze e delle reti in nazionale ― Rep. Ceca | Cronologia completa delle presenze e delle reti in nazionale ― Rep. Ceca | Cronologia completa delle presenze e delle reti in nazionale ― Rep. Ceca | Cronologia completa delle presenze e delle reti in nazionale ― Rep. Ceca | Cronologia completa delle presenze e delle reti in nazionale ― Rep. Ceca | Cronologia completa delle presenze e delle reti in nazionale ― Rep. Ceca | Cronologia completa delle presenze e delle reti in nazionale ― Rep. Ceca |
| Data                                                                     | Città                                                                    | In casa                                                                  | Risultato                                                                | Ospiti                                                                   | Competizione                                                             | Reti                                                                     | Note                                                                     |
| ------------------------------------------------------------------------ | ------------------------------------------------------------------------ | ------------------------------------------------------------------------ | ------------------------------------------------------------------------ | ------------------------------------------------------------------------ | ------------------------------------------------------------------------ | ------------------------------------------------------------------------ | ------------------------------------------------------------------------ |
| 21-11-2007                                                               | Nicosia                                                                  | Cipro                                                                    | 0 – 2                                                                    | Rep. Ceca                                                                | Qual. Euro 2008                                                          | -                                                                        | 87’                                                                      |
| 5-2-2008                                                                 | Nicosia                                                                  | Grecia                                                                   | 1 – 0                                                                    | Rep. Ceca                                                                | Amichevole                                                               | -                                                                        |                                                                          |
| 15-10-2008                                                               | Teplice                                                                  | Rep. Ceca                                                                | 1 – 0                                                                    | Slovenia                                                                 | Qual. Mondiali 2010                                                      | -                                                                        | 90+1’                                                                    |
| Totale                                                                   |                                                                          | Presenze                                                                 | 3                                                                        |                                                                          | Reti                                                                     | 0                                                                        |                                                                          |

## Palmarès

### Club

#### Competizioni nazionali
- Campionato ceco: 1

Sparta Praga: 2009-2010
- Coppa della Repubblica Ceca: 1

Sparta Praga: 2007-2008
- Supercoppa della Repubblica Ceca: 1

Sparta Praga: 2010
- Campionato slovacco: 2

Slovan Bratislava: 2012-2013, 2013-2014
- Coppa di Slovacchia: 1

Slovan Bratislava: 2012-2013